# Paul Del Bello
 (février 2012).
Si vous disposez d'ouvrages ou d'articles de référence ou si vous connaissez des sites web de qualité traitant du thème abordé ici, merci de compléter l'article en donnant les références utiles à sa vérifiabilité et en les liant à la section « Notes et références ».
Paul Del Bello (né le 26 novembre 1979 à Turin) est un musicien italien, bassiste du groupe de hard rock américain Adam Bomb.

## Biographie
Avec Adam Bomb Paul Del Bello a joué plus de 1 300 concerts dans le monde entier, et a aussi joué sur les albums 'Rock Like Fuck' en 2005, 'Crazy Motherfucker' en 2009,  dans le DVD 'Rock Like Fuck Live' (2007) et dans l'album 'Rock On, Rock Hard, Rock Animal' du 2012, où il chante aussi un morceau.
En 2007, ils ont joué 101 concerts dans 101 jours, touchant presque tout le pays de l'Union Européenne.
En 2006, il a joué avec 'Adler's Appetite', le groupe du batteur de Guns N'Roses, Steven Adler dans son Rock N'Roll Destruction' Tour.
Jusqu'en 2008 il a été aussi chanteur pour le groupe punk italien Motorcity Brags.
Paul est aussi un cracheur de feu, numéro qu'il fait pendant les concerts .

## Discographie
Avec Dobermann
Pure Breed (2017)
- Testarossa EP (2014)
- Vita da cani (2014)
- Dobermann (2012)

Avec Adam Bomb
- Rock Like Fuck (2006)
- Rock Like Fuck LIVE (DVD) (2007)
- Crazy Motherfucker (2009)
- Rock On, Rock Hard, Rock Animal (2012)

Avec Motorcity Brags
- Ten Arrogant Tales (2007)
- You don't deserve anything better than this (2005)